# Dún Laoghaire (stacja kolejowa)
Dún Laoghaire (ang: Dún Laoghaire railway station) – stacja kolejowa w Dún Laoghaire, w hrabstwie Dún Laoghaire-Rathdown, w Irlandii.
Stacja została nazwana Mallin od 1966 roku, po Michael Mallin, choć zwykle nazywana jest po prostu Dún Laoghaire. Posiada dwa tory przelotowe i jeden tor krańcowy. Stacja obsługiwana jest przez usługi DART, linię podmiejską South Eastern i usług InterCity do Wexford.
Stacja posiada kasy biletowe, automaty biletowe i małą kawiarnię / koktajl bar.
Stacja bezpośrednio przylega do Dún Laoghaire Ferryport, dla usług Stena Line Holyhead.

## Historia
Stacja stała się południowym końcem Dublin and Kingstown Railway i otwarta została w 1837 roku. Zastąpiła pierwotną stację Kingstown Harbour na West Pier, w pobliżu dzisiejszej stacji Salthill and Monkstown, gdy linia została przedłużona bliżej do portu po dwóch latach od otwarcia linii;. opóźnienie jest wynikiem miejscowej opozycji w Kingstown.
Zwany także Kingstown Harbour, nowa stacja została przemianowana na Kingstown w 1861 r., zmieniona na Dún Laoghaire w 1921 roku i otrzymała swoją obecną oficjalną nazwę w 1966 roku.
Pierwotny budynek dworca został zastąpiony w 1854 roku przez nowy budynek w stylu neoklasycystycznym, zaprojektowany przez Johna Skipton Mulvany. Służył jako stacja do roku 1971, kiedy obecny układ został wprowadzony. Budynku Mulvany jest teraz restauracją Hartley's.